# Kazimierz Domański (działacz katolicki)

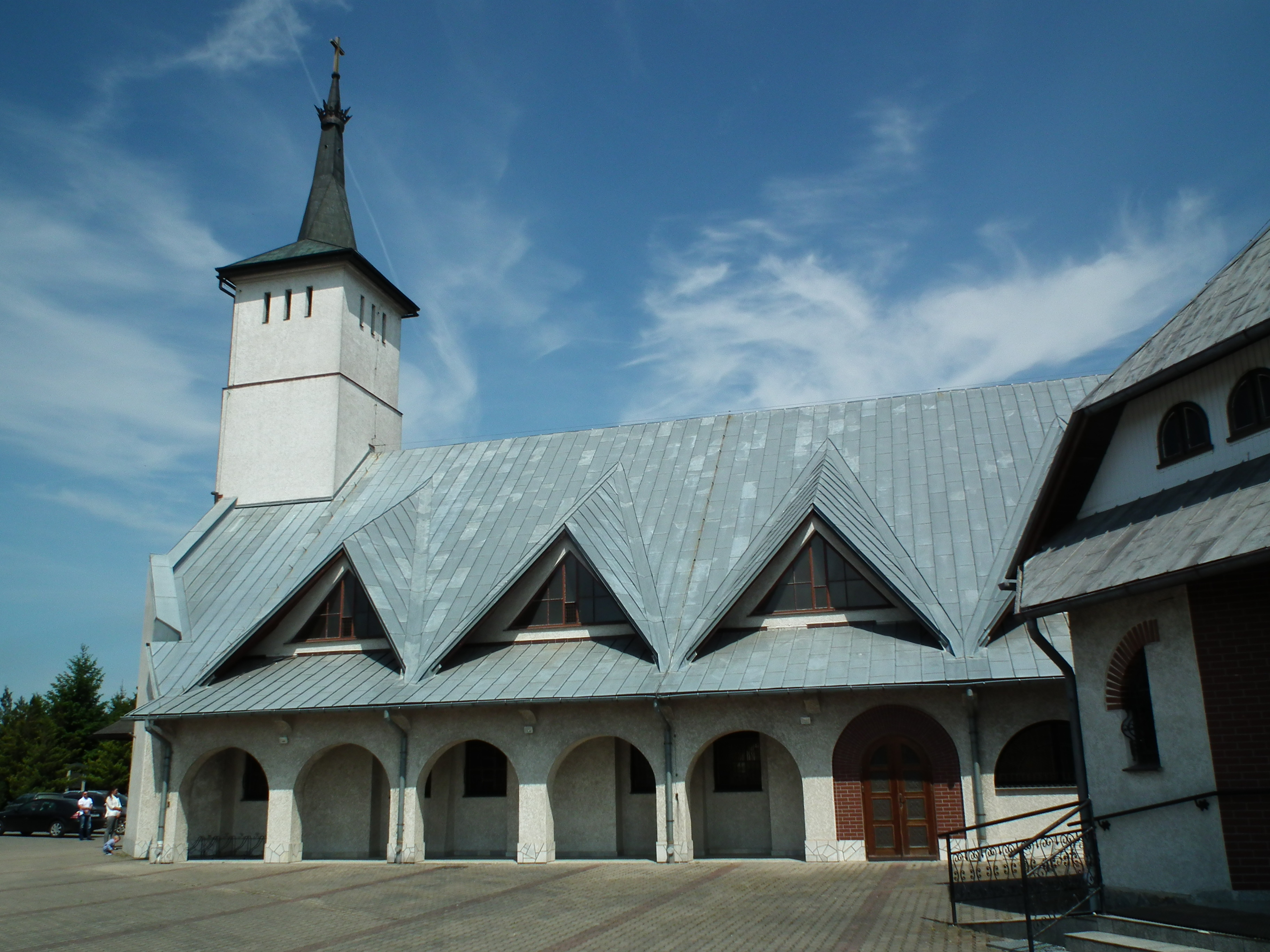
Kościół Domańskiego w Oławie

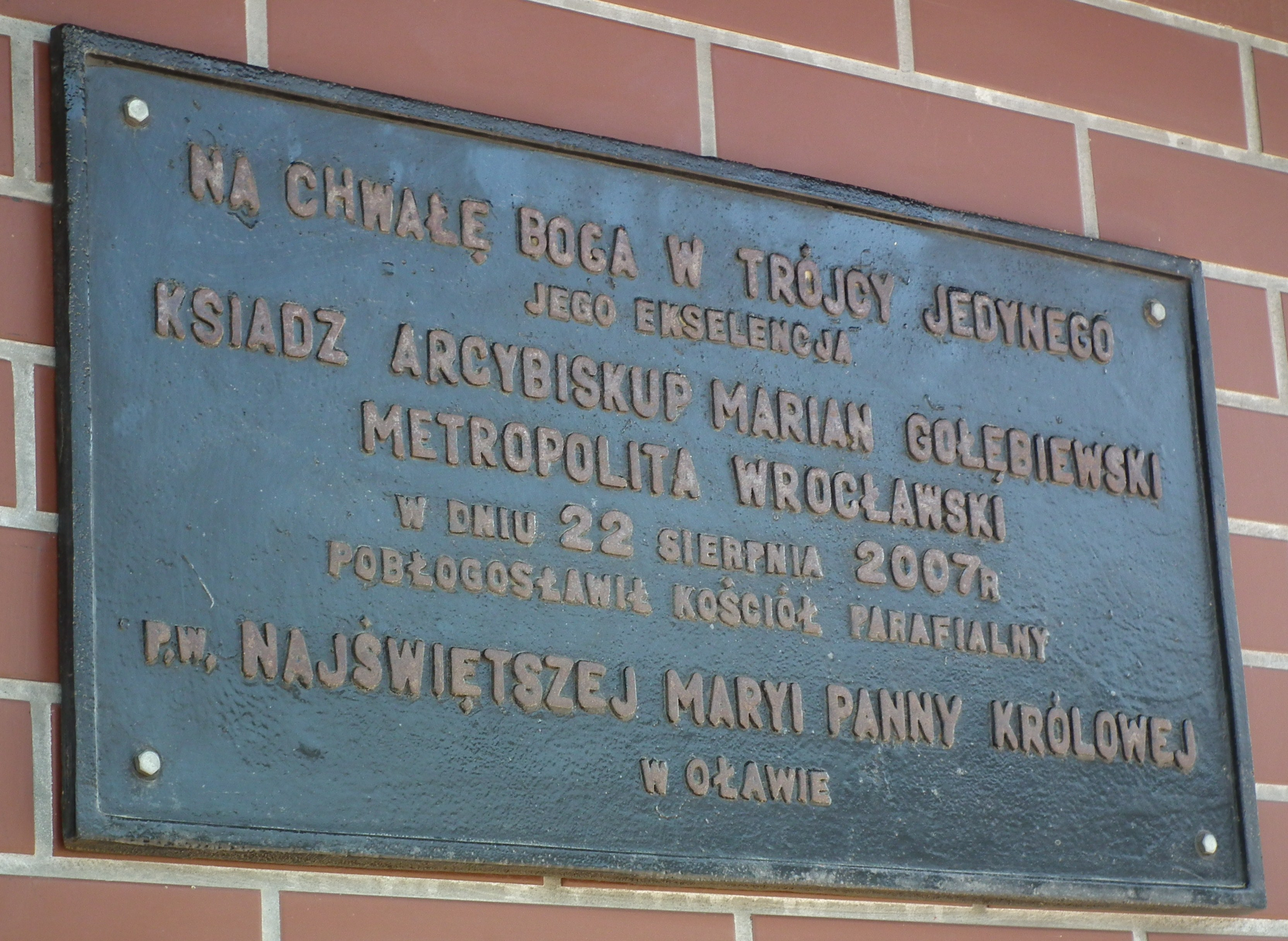
Tablica na ścianie kościoła

Kazimierz Domański (ur. 8 września 1934 w Uszni, zm. 21 czerwca 2002 we Wrocławiu) – działacz katolicki z Oławy, założyciel i prezes Stowarzyszenia Ducha Świętego w latach 1999–2002 oraz inicjator budowy prywatnej świątyni Matki Bożej Królowej Wszechświata Bożego Pokoju przekazanej w 2005 roku Kościołowi katolickiemu. Przez swoich zwolenników uważany za mistyka i wizjonera, jednak jego objawienia nie zostały uznane przez Kościół katolicki.

## Życiorys
Był piątym dzieckiem Emilii i Łukasza Domańskich, miał trzech braci i cztery siostry. Ojciec zginął w 1944 rozstrzelany przez Niemców za współpracę z partyzantami AK. W 1945 rodzina Domańskich trafiła na Dolny Śląsk, do Niwnika. Niedostatek wielodzietnej rodziny był jedną z przyczyn tego, że Kazimierz Domański skończył swą edukację na trzech klasach szkoły podstawowej.
Wcześnie podjął samodzielną pracę, a w 1956 ożenił się z Bronisławą Bilewicz, która tak jak on przyjechała po wojnie z Kresów i od 1954 była zatrudniona w Jelczu, w magazynach zakładów samochodowych „Jelcz”. Ze związku urodzili się syn Stanisław (1958) i córka Grażyna (1962).
W 1966 uległ wypadkowi samochodowemu, w którym doznał urazu kręgosłupa i wstrząśnienia mózgu. W 1967 Kazimierz Domański podjął pracę jako malarz w kolejowych zakładach naprawczych i wraz z rodziną zamieszkał w Oławie. Po kilku latach (1974) zmienił mieszkanie w Oławie, a także zaczął zajmować się w wolnym czasie posiadaną w Nowym Otoku działką, na której zamieszkał w latach osiemdziesiątych XX wieku w związku z podjętą przez siebie misją religijną, którą prowadził do 2002 roku.

## Prywatne objawienia
Według własnych relacji Kazimierz Domański doznał pierwszych objawień 8 czerwca 1983 roku. Wówczas to na jego działce przy ul. Nowy Otok w Oławie miała mu się objawić Matka Boska nakazując uzdrawianie ludzi. Tego samego dnia zbudował w swojej altance w ogrodzie działkowym ołtarzyk i zawiadomił miejscowego proboszcza. Sprawa została rozpowszechniona dzięki lokalnym mediom, w tym publikacji prasowej we wrocławskim czasopiśmie „Sprawy i Ludzie” oraz reportażu telewizyjnym.
Domański twierdził, że nawiedza go również Jezus Chrystus. 3 października 1984 roku Domański przekazał, że jednym z celów jego misji jest wybudowanie w miejscu objawień sanktuarium Matki Bożej Pokoju. W listopadzie 1985, gdy pierwsza fala zainteresowań oławskimi objawieniami opadła, Domański ogłosił, że Matka Boska pozwoliła nagrać swój głos na taśmę magnetofonową. Do Oławy znów ściągały tysiące wiernych, co niepokoiło MO, ale przede wszystkim miejscowe władze partyjne. Na działkach coraz częściej Kazimierz Domański głosił swoje orędzia, apelował m.in. o to, by kobiety nie chodziły w spodniach i by nie przyjmowano komunii świętej na stojąco.
Do miejsca objawień Domańskiego tysiącami przybywali pielgrzymi, co paraliżowało życie w mieście i było przyczyną sprzeciwu władz z okresu PRL. W 1985 i 1986 roku ruch pątniczy jeszcze bardziej wzrósł, kiedy miasto Oława wzięło udział w programie telewizji Turniej Miast oraz po wystąpieniu gen. Wojciecha Jaruzelskiego na plenum KC PZPR, który skrytykował to, co się działo na Dolnym Śląsku w związku z rzekomymi objawieniami.
Pomimo oficjalnej krytyki ze strony Kościoła katolickiego Kazimierz Domański wraz z sympatykami na własnym gruncie w Nowym Otoku przy pomocy darowizn od pielgrzymów zbudowali kaplicę (nazywaną przez niego kościołem), plebanię i dom pielgrzymkowy. W ewidencji gruntów budynki te figurowały jako zabudowania gospodarcze. Zapraszał również do siebie różnych księży, emerytowanych lub spoza archidiecezji wrocławskiej, aby odprawiali tam msze święte. Gościł również u siebie innych kontrowersyjnych wizjonerów, m.in. Williama Kamma zwanego Małym Kamykiem.

### Stanowisko Kościoła Katolickiego
17 stycznia 1986 roku Episkopat Polski po kilkuletnim zapoznawaniu się z treściami wizji wydał komunikat, w którym stwierdzono brak nadprzyrodzoności objawień oraz błędy doktrynalne. Jednym z takich błędów było twierdzenie, iż realna obecność Jezusa Chrystusa w konsekrowanych hostiach zanika w momencie przyjmowania Komunii Świętej w postawie stojącej.

## Stowarzyszenie Ducha Świętego
16 czerwca 1999 roku w Sądzie Okręgowym we Wrocławiu Kazimierz Domański wraz z żoną Bronisławą zarejestrował Stowarzyszenie Ducha Świętego, które wywołało konflikt z Kościołem katolickim o charakter organizacji. Z powodu braku ustępstw ze strony samego Domańskiego Kuria Metropolitalna we Wrocławiu wydała decyzję o potraktowaniu ruchu jako sekty chrześcijańskiej oraz nałożeniu na stowarzyszenie i osoby je wspierające interdyktu kościelnego.
W połowie czerwca 2002 roku Kazimierz Domański z powodu problemów zdrowotnych (udar mózgu) znalazł się w szpitalu wojskowym we Wrocławiu. Na łożu śmierci zdążył pojednać się z Kościołem, otrzymując rozgrzeszenie i przyjmując sakrament namaszczenia chorych z rąk szpitalnego kapelana katolickiego. Arcybiskup metropolita wrocławski Henryk Gulbinowicz udzielił mu dyspensy i pozwolił na pogrzeb na cmentarzu w Oławie.
Po śmierci męża opiekę nad Stowarzyszeniem Ducha Świętego przejęła Bronisława Domańska. Ona też rozpoczęła zabiegi mające na celu likwidację sekty i delegalizację stowarzyszenia. W wyniku porozumienia od 2005 roku z kurią rozpoczął się proces przekazania majątku Stowarzyszenia Ducha Świętego Kościołowi katolickiemu. 17 listopada 2005 roku zabudowania prywatnej świątyni Matki Bożej Królowej Wszechświata Bożego Pokoju przy ul. Nowy Otok w Oławie zostały oficjalnie przekazane na cel organizowanej tam parafii rzymskokatolickiej Najświętszej Marii Panny Królowej. Kościół ten został uroczyście poświęcony przez metropolitę wrocławskiego, arcybiskupa Mariana Gołębiewskiego 22 sierpnia 2007 roku.